# Petyr Popangełow
Petyr Petrow Popangełow (bułg. Петър Петров Попангелов; ur. 31 stycznia 1959 w Samokowie) – bułgarski narciarz alpejski. Pierwsze pucharowe punkty wywalczył 10 stycznia 1977 roku w Berchtesgaden, zajmując 10. miejsce w slalomie. Na podium zawodów tego cyklu pierwszy raz stanął nieco ponad rok później, 15 stycznia 1978 roku w Wengen, kończąc slalom na drugiej pozycji. W zawodach tych rozdzielił Austriaka Klausa Heideggera i Włocha Mauro Bernardiego. W kolejnych startach jeszcze dziesięć razy plasował się w najlepszej trójce, odnosząc jedno zwycięstwo: 8 stycznia 1980 roku w Lenggries był najlepszy w slalomie. Wyprzedził tam na podium Aleksandra Żyrowa z ZSRR i Szweda Ingemara Stenmarka. Najlepsze wyniki osiągnął w sezonie 1977/1978, kiedy to zajął 12. miejsce w klasyfikacji generalnej.
W 1976 roku wystartował na igrzyskach olimpijskich w Innsbrucku, zajmując 26. miejsce w gigancie. Podczas igrzysk w Lake Placid w 1980 roku oraz rozgrywanych cztery lata później igrzyskach w Sarajewie zajmował szóste miejsca w slalomie. Ponadto był też między innymi dwunasty w gigancie na mistrzostwach świata w Garmisch-Partenkirchen w 1978 roku.

## Osiągnięcia

### Igrzyska olimpijskie
| Miejsce | Dzień     | Rok  | Miejscowość | Konkurencja | Czas biegu | Strata | Zwycięzca        |
| ------- | --------- | ---- | ----------- | ----------- | ---------- | ------ | ---------------- |
| 26.     | 10 lutego | 1976 | Innsbruck   | Gigant      | 3:26,97    | +12,07 | Heini Hemmi      |
| DNS1    | 14 lutego | 1976 | Innsbruck   | Slalom      | 2:03,29    | –      | Piero Gros       |
| 27.     | 19 lutego | 1980 | Lake Placid | Gigant      | 2:40,74    | +7,38  | Ingemar Stenmark |
| 6.      | 22 lutego | 1980 | Lake Placid | Slalom      | 1:44,26    | +1,14  | Ingemar Stenmark |
| 21.     | 14 lutego | 1984 | Sarajewo    | Gigant      | 2:41,18    | +7,26  | Max Julen        |
| 6.      | 19 lutego | 1984 | Sarajewo    | Slalom      | 1:39,41    | +1,27  | Phil Mahre       |
| 16.     | 27 lutego | 1988 | Calgary     | Slalom      | 1:39,47    | +6,87  | Alberto Tomba    |

### Mistrzostwa świata
| Miejsce | Dzień     | Rok  | Miejscowość            | Konkurencja | Czas biegu | Strata | Zwycięzca         |
| ------- | --------- | ---- | ---------------------- | ----------- | ---------- | ------ | ----------------- |
| 26.     | 10 lutego | 1976 | Innsbruck              | Gigant      | 3:26,97    | +12,07 | Heini Hemmi       |
| DNS1    | 14 lutego | 1976 | Innsbruck              | Slalom      | 2:03,29    | –      | Piero Gros        |
| 12.     | 2 lutego  | 1978 | Garmisch-Partenkirchen | Gigant      | 3:02,52    | +5,00  | Ingemar Stenmark  |
| DNF     | 5 lutego  | 1978 | Garmisch-Partenkirchen | Slalom      | 1:39,54    | -      | Ingemar Stenmark  |
| 27.     | 19 lutego | 1980 | Lake Placid            | Gigant      | 2:40,74    | +7,38  | Ingemar Stenmark  |
| 6.      | 22 lutego | 1980 | Lake Placid            | Slalom      | 1:44,26    | +1,14  | Ingemar Stenmark  |
| DNF     | 7 lutego  | 1982 | Schladming             | Slalom      | 1:48,48    | -      | Ingemar Stenmark  |
| DNF     | 7 lutego  | 1985 | Bormio                 | Gigant      | 2:28,90    | -      | Markus Wasmeier   |
| DNF     | 10 lutego | 1985 | Bormio                 | Slalom      | 1:38,82    | -      | Jonas Nilsson     |
| DNF     | 2 lutego  | 1987 | Crans-Montana          | Supergigant | 1:19,93    | -      | Pirmin Zurbriggen |

### Puchar Świata

#### Miejsca w klasyfikacji generalnej
- sezon 1976/1977: 58.
- sezon 1977/1978: 12.
- sezon 1978/1979: 19.
- sezon 1979/1980: 13.
- sezon 1980/1981: 50.
- sezon 1981/1982: 60.
- sezon 1982/1983: 42.
- sezon 1983/1984: 18.
- sezon 1984/1985: 31.
- sezon 1985/1986: 73.
- sezon 1986/1987: 95.

#### Miejsca na podium
1. Wengen – 15 stycznia 1978 (slalom) – 2. miejsce
2. Kitzbühel – 22 stycznia 1978 (slalom) – 2. miejsce
3. Crans-Montana – 9 stycznia 1979 (slalom) – 2. miejsce
4. Garmisch-Partenkirchen – 28 stycznia 1979 (slalom) – 3. miejsce
5. Lenggries – 8 stycznia 1980 (slalom) – 1. miejsce
6. Vail – 6 marca 1980 (slalom) – 2. miejsce
7. Saalbach – 15 marca 1980 (slalom) – 3. miejsce
8. Garmisch-Partenkirchen – 11 stycznia 1981 (slalom) – 2. miejsce
9. Kranjska Gora – 2 grudnia 1983 (slalom) – 2. miejsce
10. Madonna di Campiglio – 20 grudnia 1983 (slalom) – 3. miejsce
11. Madonna di Campiglio – 16 grudnia 1984 (slalom) – 3. miejsce